# Йорк (Южная Каролина)
Йорк (англ. York) — город и административный центр (столица) одноимённого округа в штате Южная Каролина в Соединённых Штатах Америки.
Согласно результатам переписи населения США, проведённой в 2020 году, число жителей города составляло 8503 человека, что, для такого небольшого населённого пункта, существенно больше (+ 9,9%), чем было во время предыдущей переписи прошедшей в 2010 году (7736 человек).

## История
В доколумбову эпоху на этих землях проживали коренные американцы из индейского народа катоба.

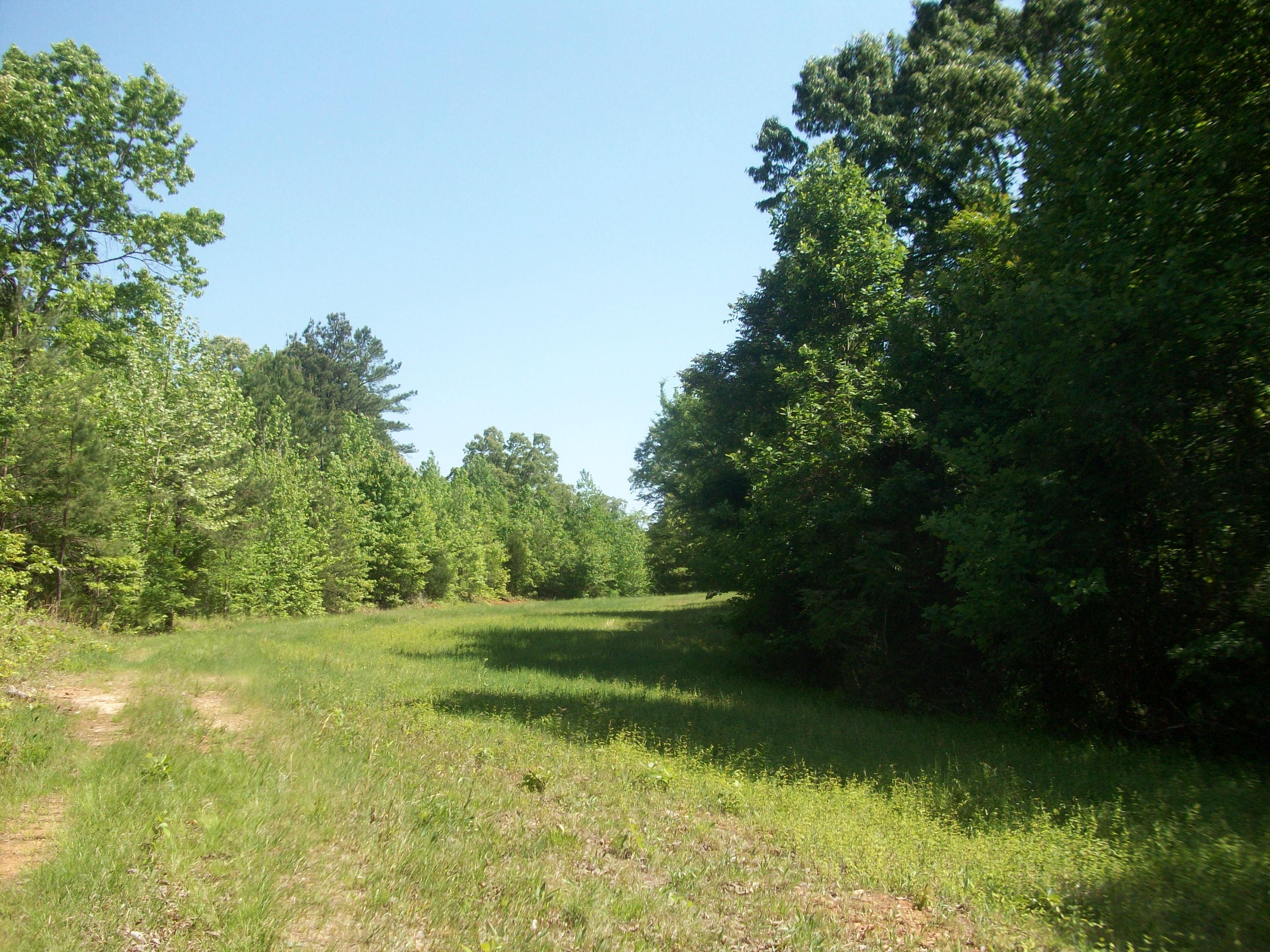
Окрестности Йорка

Первые европейские поселенцы прибыли в этот район в начале 1750-х годов, мигрировав на юг из Пенсильвании и Вирджинии. Из трёх основных групп, заселивших Пенсильванию, первыми прибыли англичане, затем немцы, а затем шотландцы. Названия графств Ланкашир, Чешир и Йоркшир были перенесены пионерами из Англии в Пенсильванию, а затем и в Южную Каролину.
Изначально сообщество было известно как «Перекрёсток Фергуса» по названию таверны, принадлежавшей двум братьям, Уильяму и Джону Фергусу, которая находилась на пересечении дороги из Резерфордтона в Камден и дороги из Шарлоттсбурга (Шарлотт) в Огасту (Джорджия). 

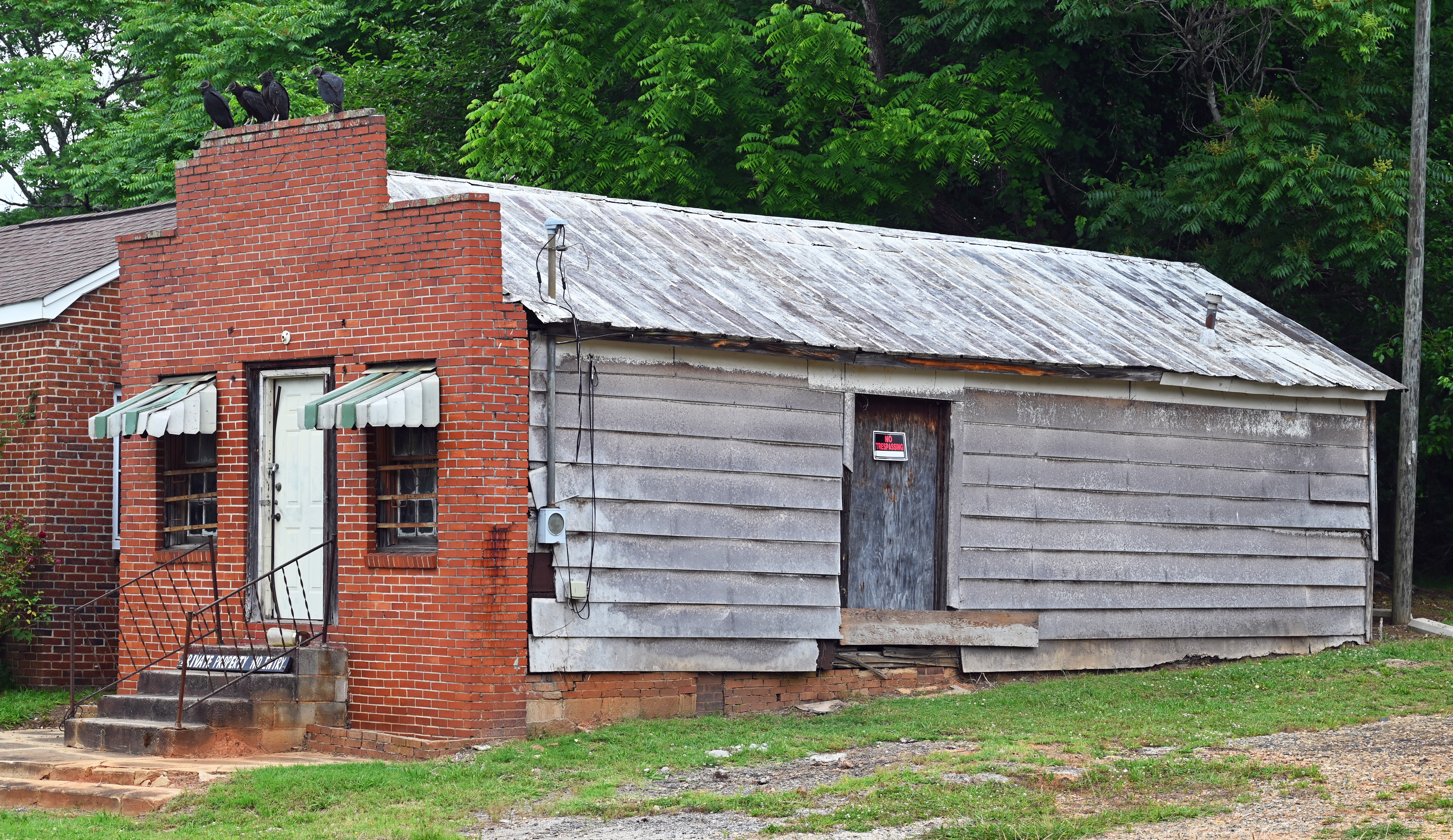
Магазин Сэдлера

Когда в 1785 году было основано графство Йорк, закон штата требовал, чтобы каждое графство построило здание суда и общественные здания в наиболее удобной части графства, а также взимал налог на покрытие расходов на «строительство зданий суда, тюрем, позорных столбов, столбов для порки и колодок». Перекрёсток Фергуса находился недалеко от географического центра новообразованного округа и был выбран местом расположения нового административного центра, который был назван Йорквилл (англ. Yorkville).
В 1823 году в Йорквилле проживал 451 человек: 292 белых и 159 афроамериканцев. В городе было 80 домов, восемь магазинов, пять таверн, одно мужское училище, одно женское училище и типография; здесь работали 52 механика, восемь юристов, два врача и один священник.

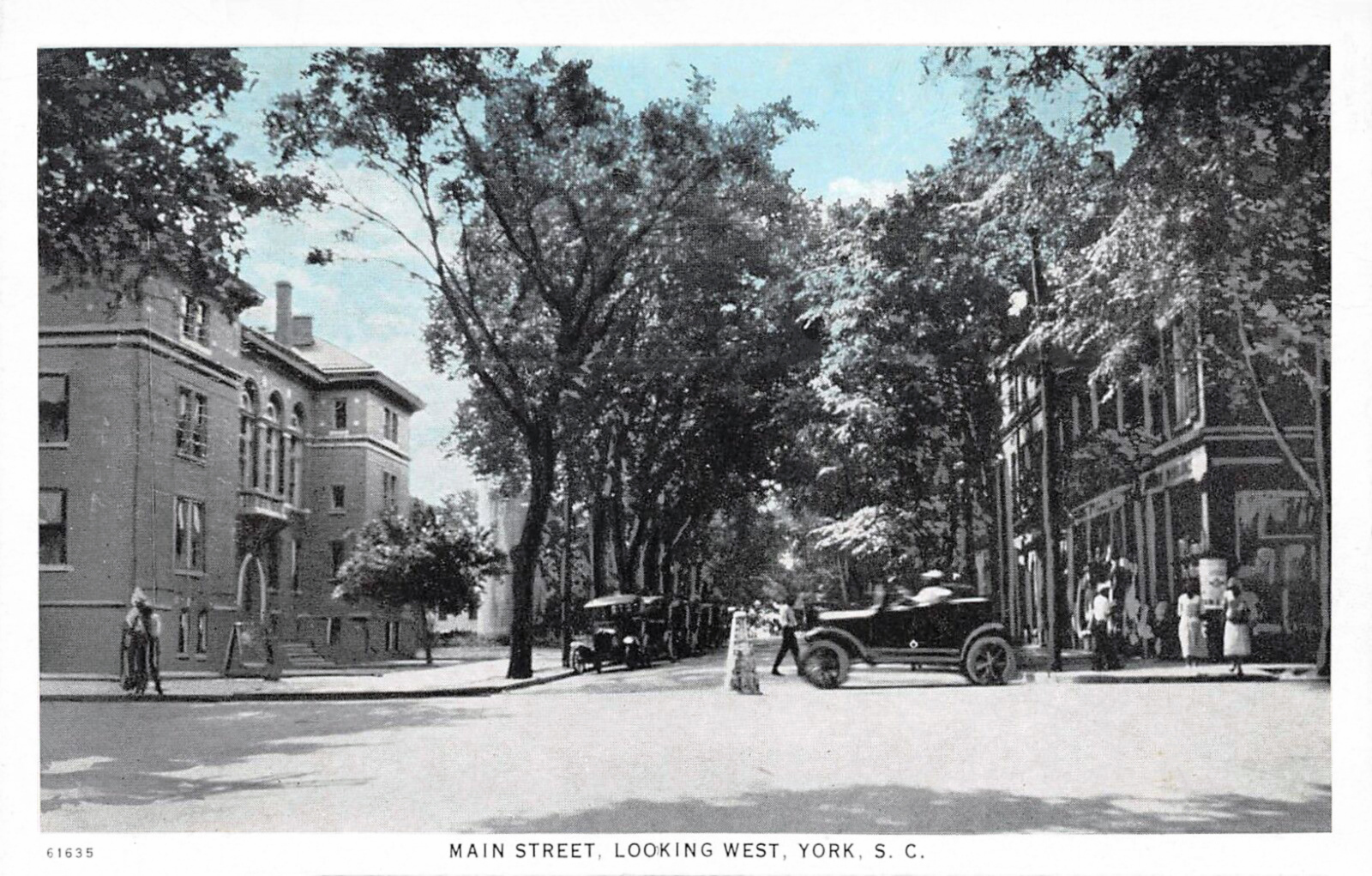
Мейн-Стрит в 1926 году

7 декабря 1841 года поселение было инкорпорировано и включено в реестр штата, благодаря чему некорпоративное сообщество Йорквилл официально получило статус города («Сity of» / «Town of»). До начала Гражданской войны в США, население Йорквилла увеличилось до 2 тысяч человек.
В 1915 году жители города проголосовали за сокращение названия города до «York».
Исторический центр города и множество отдельных архитектурных объектов города были занесены в Национальный реестр исторических мест США, что привлекает множество туристов и существенно способствует наполнению городского бюджета.
С момента основания Йорка его население постоянно растёт; в третьем тысячелетии прирост населения в среднем составляет более 1 процента ежегодно.
В Йорке было снято множество сцен из телесериала Изгой.

## География

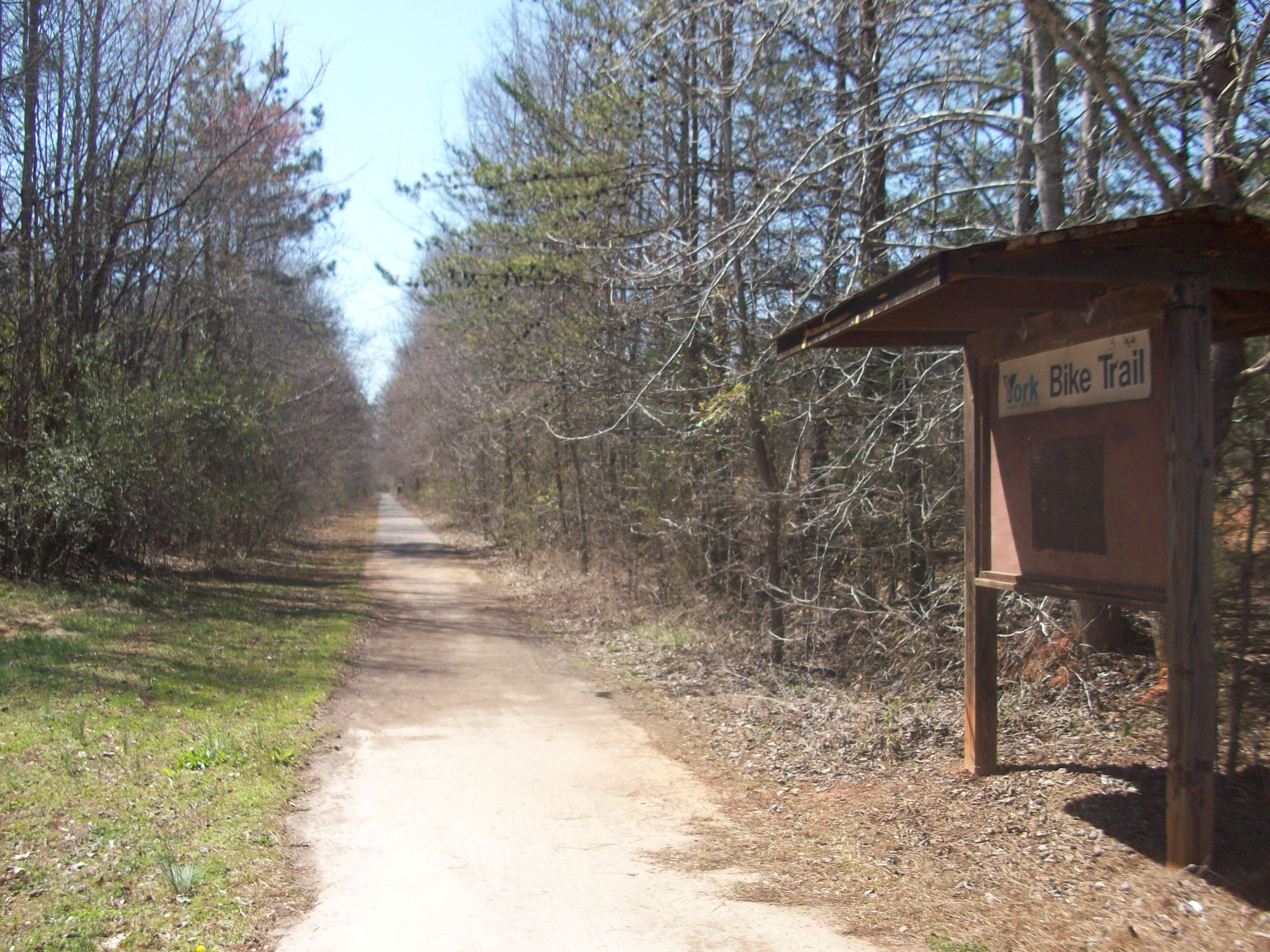
Велосипедная дорога

Йорк расположен на высоте около 232 метров над уровнем моря примерно в 27 милях (43 км) к юго-западу от города Шарлотт и в 13 милях (21 км) к западу от Рок-Хилла.
В соответствии с данными указанными на сайте центрального статистического органа страны — Бюро переписи населения США, общая площадь города составляет 7,9 квадратных миль (20 км²), из которых 7,9 квадратных миль (20 км²) занимает суша, а 0,1 квадратных мили (0,26 км² или 0,88%) приходится на водную поверхность.